# بخش چشمه‌ساران
بخش چشمه ساران یکی از بخش‌های شهرستان آزادشهر در استان گلستان ایران است.

## تقسیمات کشوری
- بخش چشمه ساران
  - دهستان چشمه ساران
  - دهستان خرمارود جنوبی

شهر: نوده خاندوز
روستاها:
از مهمترین روستاهای این بخش می‌توان به سوسرا اشاره کرد.

## جمعیت
بنابر سرشماری مرکز آمار ایران، جمعیت بخش چشمه ساران شهرستان آزادشهر در سال ۱۳۹۰ برابر با ۱۵۵۲۴ نفر بوده‌است.